# AFC Dunstable
AFC Dunstable (celým názvem: Association Football Club Dunstable) je anglický fotbalový klub, který sídlí ve městě Dunstable v nemetropolitním hrabství Bedfordshire. Založen byl v roce 1981 pod názvem Old Dunstablians FC. Od sezóny 2018/19 hraje v Southern Football League Division One Central (8. nejvyšší soutěž). Klubové barvy jsou modrá a bílá.
Své domácí zápasy odehrává na stadionu Creasey Park s kapacitou 3 200 diváků.

## Historické názvy
Zdroj: 
- 1981 – Old Dunstablians FC (Old Dunstablians Football Club)
- 2004 – AFC Dunstable (Association Football Club Dunstable)

## Úspěchy v domácích pohárech
Zdroj: 
- FA Cup
  - 2. předkolo: 2012/13, 2016/17
- FA Trophy
  - Preliminary Round: 2016/17, 2017/18
- FA Vase
  - 4. kolo: 2015/16

## Umístění v jednotlivých sezonách
Stručný přehled
Zdroj: 
- 1995–1997: South Midlands League (Division One)
- 1997–1998: Spartan South Midlands League (Division One North)
- 1998–2001: Spartan South Midlands League (Division One)
- 2001–2009: Spartan South Midlands League (Division Two)
- 2009–2011: Spartan South Midlands League (Division One)
- 2011–2016: Spartan South Midlands League (Premier Division)
- 2016–2017: Southern Football League (Division One Central)
- 2017–2018: Southern Football League (Division One East)
- 2018– : Southern Football League (Division One Central)

Jednotlivé ročníky
Zdroj: 
Legenda: Z - zápasy, V - výhry, R - remízy, P - porážky, VG - vstřelené góly, OG - obdržené góly, +/- - rozdíl skóre, B - body, červené podbarvení - sestup, zelené podbarvení - postup, fialové podbarvení - reorganizace, změna skupiny či soutěže
| Sezóny  | Liga                                             | Úroveň | Z  | V  | R  | P  | VG  | OG | +/- | B   | Pozice |
| ------- | ------------------------------------------------ | ------ | -- | -- | -- | -- | --- | -- | --- | --- | ------ |
| 2009/10 | Spartan South Midlands League (Division One)     | 10     | 40 | 24 | 5  | 11 | 108 | 69 | +39 | 77  | 5.     |
| 2010/11 | Spartan South Midlands League (Division One)     | 10     | 40 | 29 | 5  | 6  | 118 | 48 | +70 | 92  | 2.     |
| 2011/12 | Spartan South Midlands League (Premier Division) | 9      | 42 | 29 | 5  | 8  | 103 | 43 | +60 | 92  | 3.     |
| 2012/13 | Spartan South Midlands League (Premier Division) | 9      | 42 | 20 | 5  | 17 | 92  | 70 | +22 | 65  | 8.     |
| 2013/14 | Spartan South Midlands League (Premier Division) | 9      | 42 | 15 | 13 | 14 | 74  | 69 | +5  | 58  | 9.     |
| 2014/15 | Spartan South Midlands League (Premier Division) | 9      | 42 | 25 | 10 | 7  | 94  | 52 | +42 | 84  | 3.     |
| 2015/16 | Spartan South Midlands League (Premier Division) | 9      | 42 | 32 | 6  | 4  | 118 | 33 | +85 | 102 | 1.     |
| 2016/17 | Southern Football League (Division One Central)  | 8      | 42 | 21 | 8  | 13 | 85  | 53 | +32 | 71  | 7.     |
| 2017/18 | Southern Football League (Division One East)     | 8      | 42 | 23 | 10 | 9  | 80  | 37 | +43 | 79  | 5.     |
| 2018/19 | Southern Football League (Division One Central)  | 8      | 38 |    |    |    |     |    |     |     |        |